# Atractodes punctator
Atractodes punctator là một loài tò vò trong họ Ichneumonidae.